# Nicolas Bernier
Nicolas Bernier (Mantes-la-Jolie, 28 giugno 1644 – Parigi, 5 settembre 1734) è stato un compositore, clavicembalista e teorico della musica francese.

## Biografia
I suoi genitori erano Rémy Bernier e Marguerite Bauly. Ricevette la formazione musicale nella maîtrise (cioè scuola del coro) della collegiata di Nôtre Dame di Mantes-la-Jolie ed in quella della Cattedrale di Évreux. Secondo una fonte più tarda, studiò anche a Roma con Antonio Caldara.
Arrivò a Parigi nel 1692 circa, dove insegnò a suonare il clavicembalo. Nel 1694 fu maestro della maîtrise della cattedrale di Chartres, poi maestro di cappella a Parigi, prima alla Chiesa di Saint-Germain-l'Auxerrois (1698, al posto di Jean-François Lalouette) e successivamente alla Sainte-Chapelle, dove nel 1705 succedette a Marc-Antoine Charpentier. Il 21 ottobre 1700 a Fontainebleau suonò uno dei suoi "Te Deum" davanti al re. Nei tempi successivi compose i suoi Mottetti. Nel 1703 dedicò il primo libro a Luigi di Francia, Duca di Borgogna (1682-1712). Intorno al 1700, insieme a Jean-Baptiste Morin, inventò un nuovo genere profano: la Cantata Francese, un tipo di pezzo scritto per una o due (raramente tre) voci soliste ed un basso continuo, a cui si possono aggiungere altri strumenti. Le ultime composizioni note come data di pubblicazione risalgono al 1718.
Bernier, alla pari di Charpentier, fu molto influenzato dallo stile compositivo italiano, che unì sapientemente con il gusto francese. Viene annoverato tra i più importanti compositori del suo periodo.

## Opere
Bernier compose: 
- Motets à une, deux, et trois voix avec symphonie et sans symphonie au nombre de vingt-six, I oeuvre, gravée par H.Baussen Paris, chez l'auteur, 1703 in-folio
- Motets à une, deux, et trois voix avec symphonie et sans symphonie, II oeuvre Paris, chez l'auteur, 1713 in-folio, 1° e 2° libro
- Motets libro postumo, aggiornato da Lacroix, Parigi, 1736, in-folio
- Cantates francaises,  libri da 1 a 7, in-folio
- Due mottetti e un Salve Regina manoscritti.

Inoltre, scrisse un trattato di composizione intitolato Principes de composition.